# 萬年曆錶

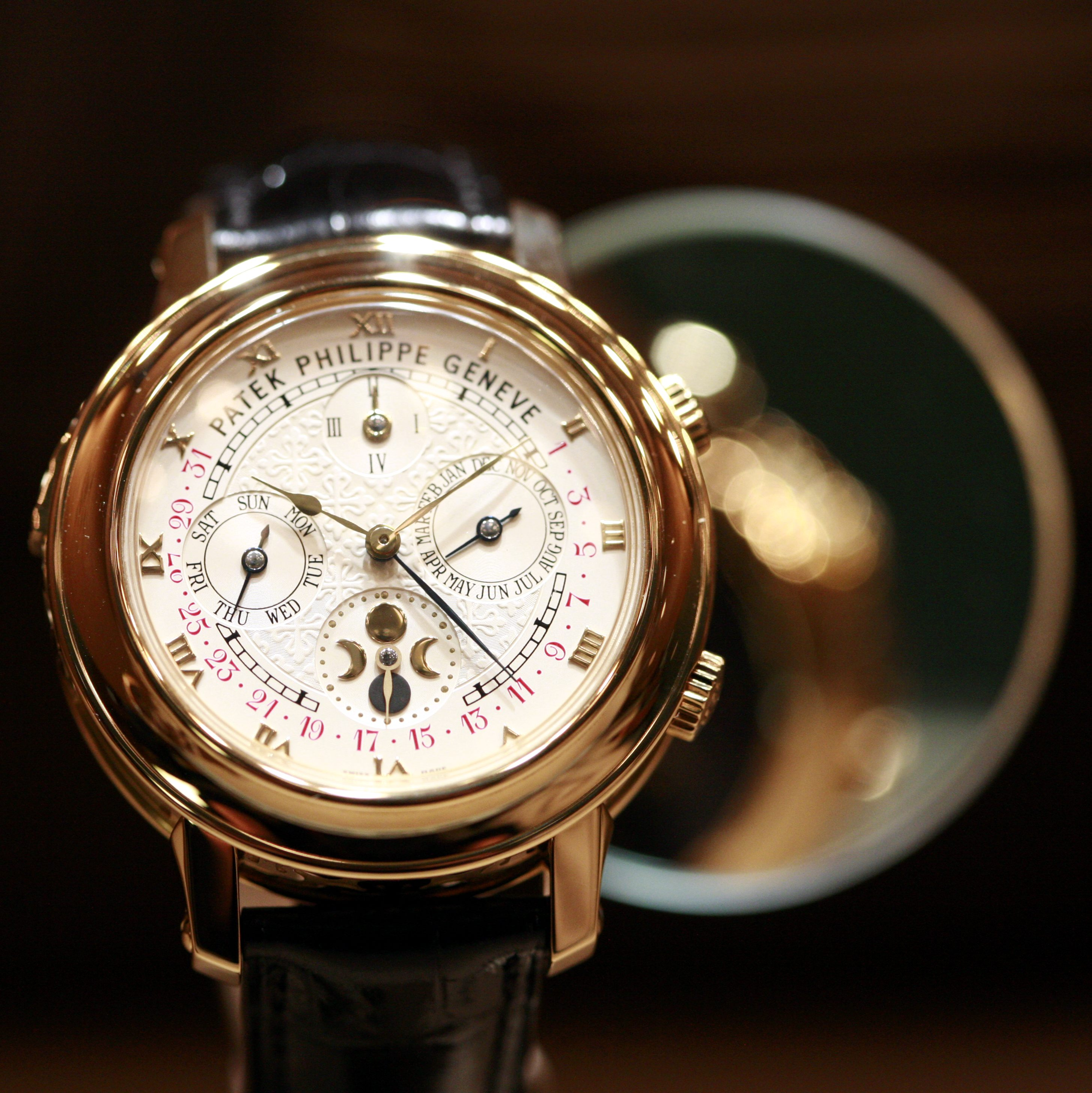
百達翡麗的萬年曆錶

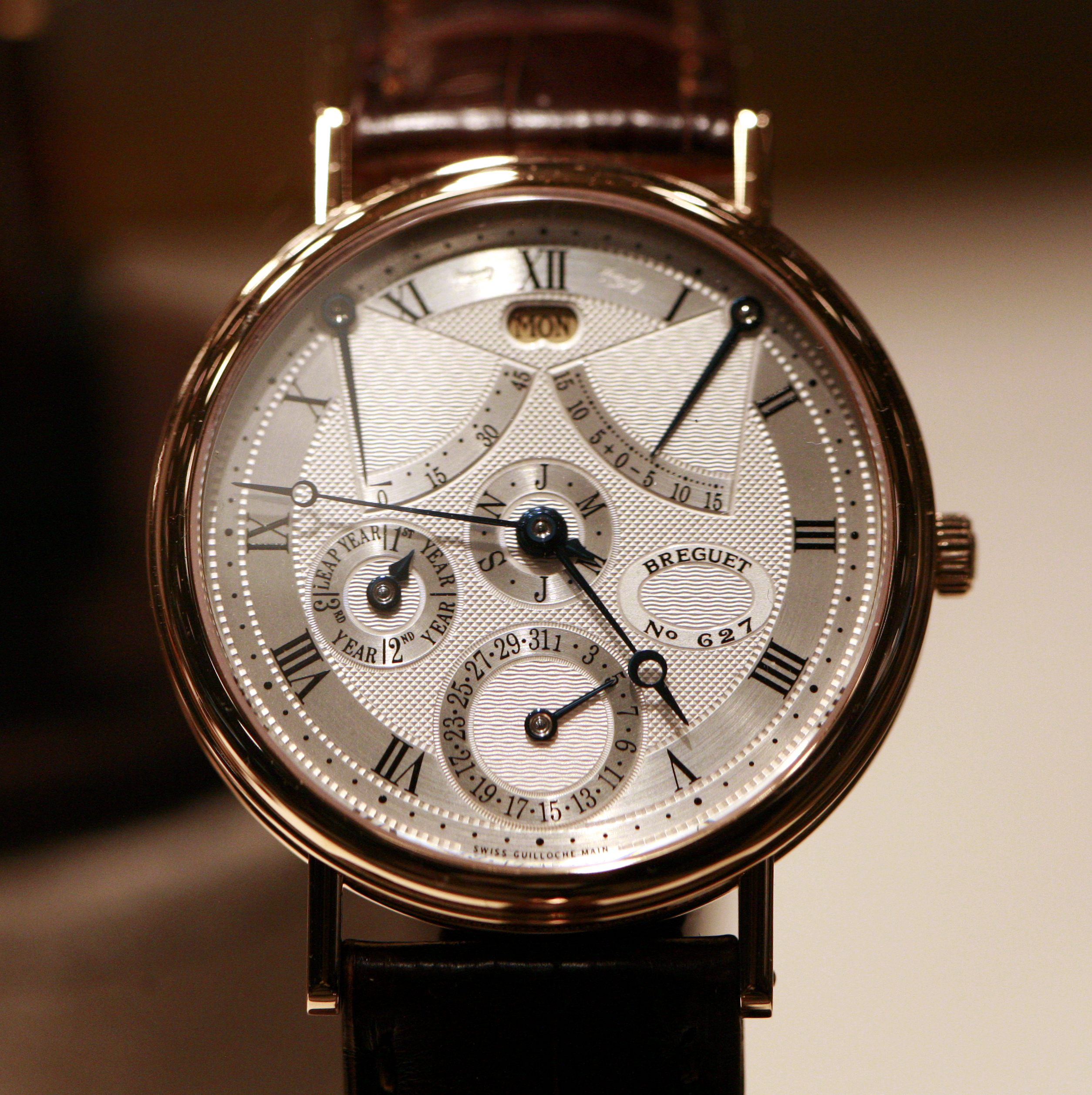
寶璣Classique Grande Complication系列萬年曆錶

萬年曆錶意指萬年都不需人力去調撥日期、月份的手錶的意思。
一般的機械錶的日曆設計是以31天作為一個循環。因此，在每個只有30天的小月，必須以人手將日期數字向前調一天。萬年曆錶則會根據月份末是大月31日或是小月30日，自動正確跳到下一個月的1號。而能在每4年一次的閏年自動調整有2月29日的萬年曆錶，則稱為「大萬年曆」，反之在閏年無法顯示為2月29日，需要4年調整一次日期的稱為「小萬年曆」。
石英手錶和自動機械錶皆有支持萬年曆的產品。由于機械萬年曆錶的結構比較複雜，所以其價格相对于石英手表更加昂貴，而機械手錶的「大萬年曆」相對較「小萬年曆」更加複雜，因此价格也更為昂貴。

## 參照
機械錶複雜功能